# Słownik nieoczywistych smutków
Słownik nieoczywistych smutków (ang. The Dictionary of Obscure Sorrows) – strona internetowa i kanał na portalu YouTube, których twórcą jest John Koenig. Jest to słownik będący zbiorem neologizmów określających emocje, które do tej pory nie zostały zdefiniowane. Słownik tworzą opisy zamieszczone na stronie internetowej, a także filmy wideo na portalu YouTube opatrzone opisami poszczególnych emocji. Neologizmy, choć w pełni stworzone przez Koeniga, opierają się na przeprowadzonych przez niego badaniach na temat etymologii i znaczenia używanych prefiksów, sufiksów i rdzeni słów. Terminy są często oparte na „uczuciu egzystencjalizmu” i mają służyć zapełnieniu „pustki językowej”, ponadto są często owocem przeżyć czytelników strony. Niektóre filmy zawierają dużą liczbę zdjęć, jak wideo dla emocji nazwanej Vemödalen, które wykorzystuje „wyczerpujący, ale jednocześnie płynny kolaż 465 podobnych tematycznie zdjęć autorstwa różnych fotografów”. Inne filmy są bardziej osobiste, jak choćby Avenoir, który zawiera „kolaż filmów z prywatnej kolekcji autora strony stworzony w celu ukazania kierunku, w jakim płynie życie”.
Oficjalne wydanie książkowe Dictionary of Obscure Sorrows przewidywane jest na 16 listopada 2021.

## Geneza
Pomysł słownika narodził się w 2006 kiedy Koenig był „studentem uniwersytetu Macalester College w Minnesocie” i próbował pisać poezję. The Dictionary of Obscure Sorrows miał zawierać wszystkie słowa, których potrzebował do tworzenia poezji, w tym nazwy emocji, które nigdy nie zostały stworzone przez językoznawców. Popularność strony i serialu internetowego zaczęła rosnąć w czerwcu 2015 roku, po tym jak użytkownicy mediów społecznościowych zaczęli udostępniać sobie listę zawierająca 23 hasła ze słownika.

## Wybrane neologizmy
vemödalen (rz.) frustracja towarzysząca fotografowaniu czegoś niesamowitego, wynikająca z faktu istnienia tysiąca identycznych zdjęć –tego samego zachodu słońca, wodospadu, zarysu bioder, zbliżenia oczu– która może zmienić unikatowy przedmiot w coś taniego, pozbawionego głębi i formy, jak np. wyprodukowany masowo mebel, który sami złożyliśmy

{{Cytat}} Przestarzałe pola: 1.Kilka neologizmów zawartych w The Dictionary of Obscure Sorrows, zwłaszcza tych, którym towarzyszą filmy wideo, wzbudziło zainteresowanie opinii publicznej. Termin Vemödalen związany jest z brakiem kreatywności w fotografii wynikającej z istnienia podobnych zdjęć, zrobionych w przeszłości. Wideo skupia się również na fakcie, że „jest nieuniknionym, iż ten sam obraz będzie fotografowany przez różnych ludzi”, ale jednocześnie „tylko dlatego, że pewne rzeczy są do siebie podobne, nie znaczy, że są takie same”. Cytując Walta Whitmana, autor filmu wyjaśnia, iż unikatowość budowana jest poprzez dodawanie do czegoś co już istniało i że każde zrobione przez nas zdjęcie pomaga stworzyć historię fotografii.
Zwrócono również uwagę na termin Sonder, związany z relacjami międzyludzkimi, który oznacza „uświadomienie sobie, że każdy przypadkowy przechodzień wiedzie równie intensywne i złożone życie, co my”. Słowo Sonder zostało również wykorzystane przez kilka firm, jako nazwa marki roweru i tytuł gry wideo. Artysta indie pop, Kaoru Ishibashi, zainspirowany terminem Sonder, nadał swojemu trzeciemu albumowi nazwę Sonderlust. Album opowiada o jego separacji z żoną i próbie zrozumienia jej życia.
Wiele określeń ze słownika, takich jak ellipism, énouement i onism, zostało użytych jako nazwy koktajli serwowanych w chicagowskiej restauracji Knife. Galeria sztuki w Los Angeles użyła natomiast terminów z Dictionary of Obscure Sorrows, aby zatytułować i opisać znaczenie kryjące się za każdym z obrazów Michaela Sagato.

## Recepcja krytyczna
„The Times of India” określił słownik mianem „zachwycającej strony internetowej dla etymologów i mistrzów słowa”. Sharanya Manivannan, pisząca dla „The New Indian Express”, opisała go jako „piękne doświadczenie na pograniczu mamrotania i wieży Babel”.